# Цедрела
Цедрела (лат. Cedrela) — род цветковых растений семейства Мелиевые (Meliaceae).

## Ботаническое описание
Вечнозелёные или листопадные (в сухой сезон) деревья с перистыми листьями.

## Распространение и местообитание

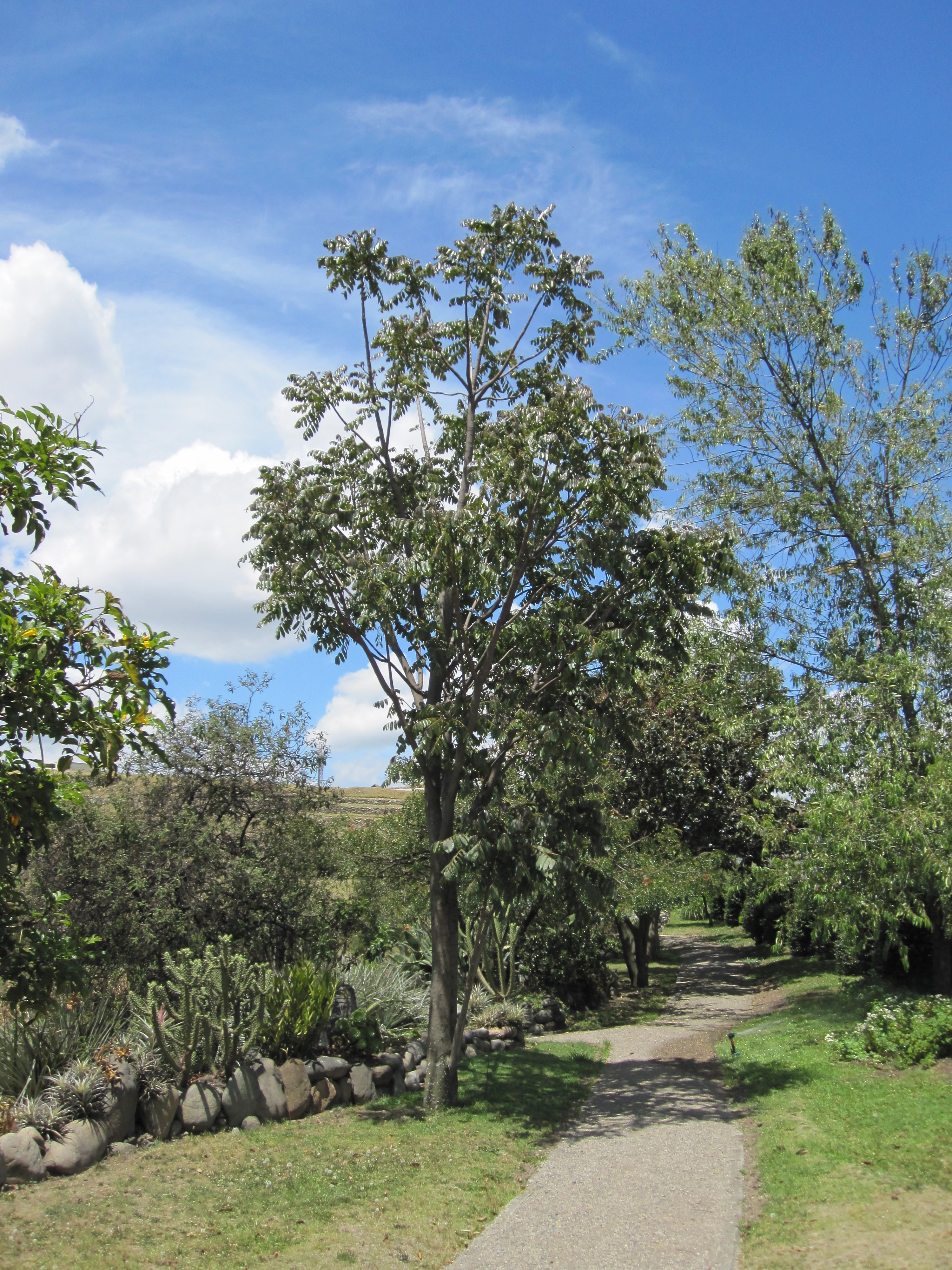
Цедрела горная (Cedrela montana)

Виды рода произрастают в тропиках и субтропиках Нового Света к югу от южной Мексики до севера Аргентины.
Наиболее типичным представителем рода является цедрела душистая (Cedrela odorata), широко распространённая в субтропических и тропических лесах с засушливым сезоном, который может длиться несколько месяцев. Во время него листва цедрелы душистой опадает. Цедрела узколистная (Cedrela angustifolia) и цедрела горная (Cedrela montana) растут на больших высотах во влажных местах и являются вечнозелёными или лишь частично листопадными.

## Хозяйственное значение и применение
Цедрела душистая (Cedrela odorata) является важным лесным деревом, идущим на брёвна. Кроме того, его лёгкая ароматная древесина обладает хорошей устойчивостью к термитам и другим древогрызущим насекомым, а также гниению. Традиционно она используется для изготовления портсигаров, но главное своё применение она нашла для конструкций на открытом воздухе как обшивочный материал. Эта древесина также применяется в изготовлении гитар. Другие виды цедрелы обладают схожей древесиной, однако она используется мало из-за небольшого распространения этих видов.
Этот вид также выращивается как декоративное растение и был акклиматизирован в некоторых районах Африки, Юго-Восточной Азии и Гавайев.

## Виды

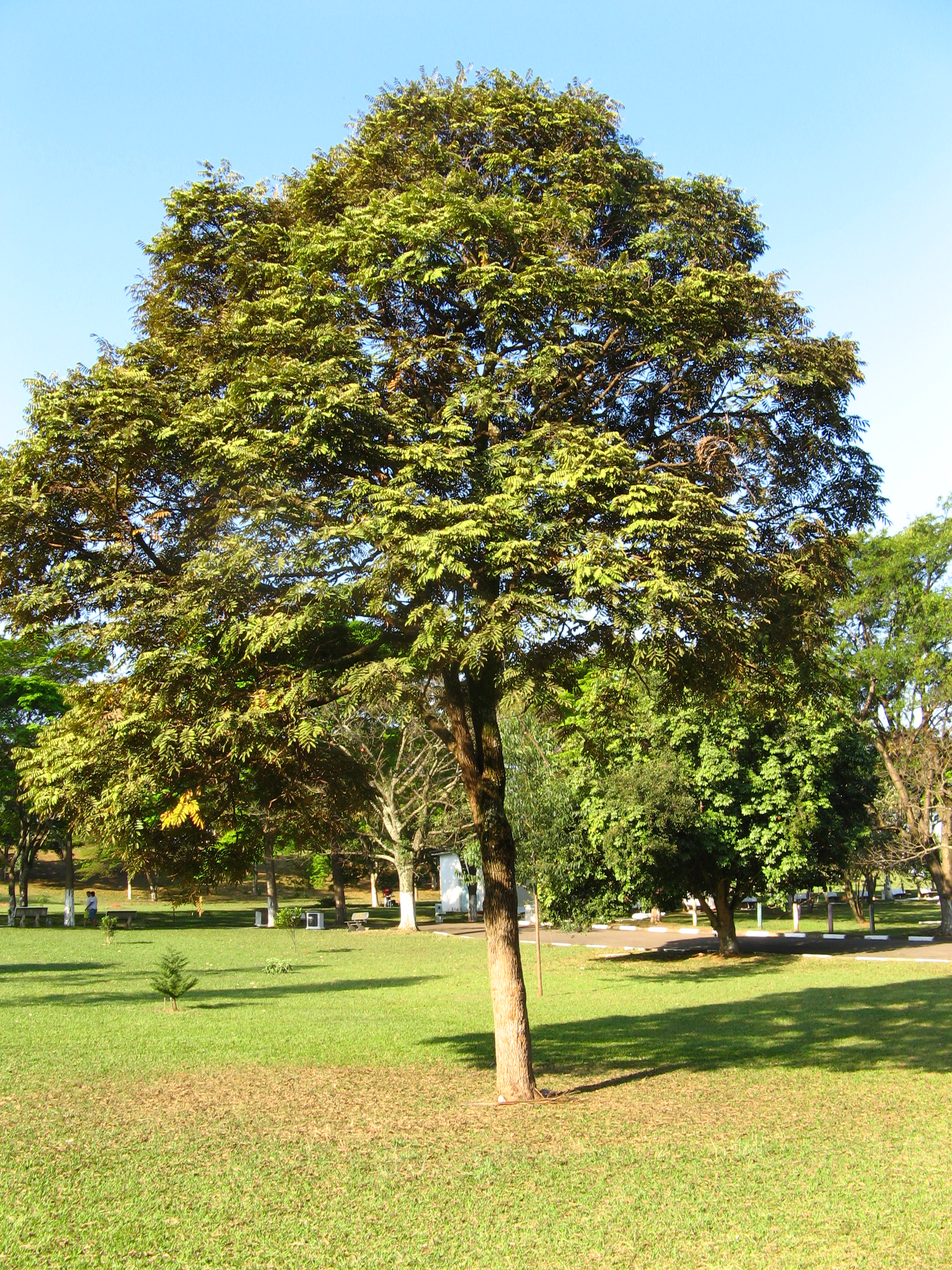
Cedrela fissilis

По информации базы данных The Plant List, род включает 17 видов:
- Cedrela angustifolia DC. — Цедрела узколистная
- Cedrela balansae C.DC.
- Cedrela discolor S.F.Blake
- Cedrela dugesii S.Watson
- Cedrela fissilis Vell.
- Cedrela kuelapensis T.D.Penn. & Daza
- Cedrela longipetiolulata Harms
- Cedrela molinensis T.D.Penn. & Reynel
- Cedrela monroensis T.D.Penn.
- Cedrela montana Moritz ex Turcz. — Цедрела горная
- Cedrela nebulosa T.D.Penn. & Daza
- Cedrela oaxacensis C.DC. & Rose
- Cedrela odorata L. typus — Цедрела душистая
- Cedrela saltensis M.A.Zapater & del Castillo
- Cedrela salvadorensis Standl.
- Cedrela tonduzii C.DC. — Цедрела Тондуза
- Cedrela weberbaueri Harms